# Suleiman Ier (Roum)
Pour les articles homonymes, voir Suleiman.
 (janvier 2019).
Si vous disposez d'ouvrages ou d'articles de référence ou si vous connaissez des sites web de qualité traitant du thème abordé ici, merci de compléter l'article en donnant les références utiles à sa vérifiabilité et en les liant à la section « Notes et références ».
Suleiman ibn Kutulmuch, premier sultan de Roum (1074-1086), fondateur de la dynastie seldjoukide de Roum (1080-1308), fils de Kutulmuch qui est à son tour petit-fils de Seldjouk, est également cousin d’Alp Arslan.

## Biographie
En 1064, il essaie de se rebeller contre son cousin Alp Arslan, il fut chassé de ses terres en Perse puis par la suite retourne en Anatolie pour combattre les Byzantins. Il est alors rapidement reconnu comme dirigeant de l'Est de l'Anatolie.
Après la bataille de Manzikert en 1071, l'Anatolie est ouverte au peuplement turc. Suleiman prend Nicée aux Byzantins entre 1075 et 1081. Maîtres des rives de Propontide et du Bosphore, les Turcs forment désormais une masse de manœuvre proche de Constantinople, à disposition de tous les ambitieux : Nicéphore Bryennios les entraîne en Europe ; en Asie, Nicéphore Mélissène leur donne accès à la Galatie et à la Phrygie où ils s’installent pour la première fois dans les villes,
En 1080, en tant que vassal du Basileus, Suleiman entreprend de soumettre l'Est anatolien. Puis il prend Iconium (Konya) et attaque la Petite-Arménie de Cilicie et le général  Philaretos Brakhamios au sud de Malatya (1084). En 1084, il prend Antioche, puis marche sur Alep où il est tué par Tutuş, frère du sultan seldjoukide de Bagdad Malik Chah Ier. Son fils Kiliç Arslan est emmené en captivité.
À sa mort en 1086, le sultanat de Roum est gouverné par le régent Ebul Kasim Saltuk, jusqu’à la libération de Kılıç Arslan Ier à la fin de l'année 1092.